# برج اکرم
برج اکرم، روستایی دهستان برج اکرم بخش مرکزی شهرستان فهرج در استان کرمان ایران است. این روستا، مرکز دهستان برج اکرم است.

## ویژگی‌ها
این روستا دارای بناهای برج مانند بسیاری است، که گویای وجود قلعه‌های نظامی جهت حفاظت از روستا هستند. در این روستا مردم بیشتر کسب و کارهای وابسته به کشاورزی و دامداری را انتخاب کرده‌اند. این روستا یک روستای گردشگری نیز هست.
این روستا در نزدیکی تپه های شنی محسن آباد و قلعه بلوچ آباد قرار دارد که مکان های بسیار دیدنی و گردشگری میباشند.

## جمعیت
بر پایه سرشماری عمومی نفوس و مسکن در سال ۱۳۹۵، جمعیت این روستا برابر با ۴٬۲۸۱ نفر (۹۱۸ خانوار) بوده‌است.